# ヒメマルカツオブシムシ
ヒメマルカツオブシムシは、カツオブシムシ科の昆虫。ごく普通種で乾物や毛織物などの害虫で、成虫は花にもよく集まる。

## 特徴
ヒメマルカツオブシムシ Anthrenus verbasci (L.) は、カツオブシムシ科マルカツオブシムシ属の昆虫である。カツオブシムシ科の中ではごく小型に属する。成虫の体長は約3mm、短い楕円形で体はやや腹背に扁平ながらも厚みがある。背面は細かな鱗状の毛が全体を覆っていて、全体に灰黄色に見える。やや褐色と黒っぽい幅の広い横帯が模様を作る。触角は短くて先端は棍棒状。
幼虫は太めの円筒形で、成熟すると体長4mmに達する。歩脚は胸部の三対があるのみ。ごく短くて体の下に収まる。各体節に多数の立った毛が密生している。また後端の体節には多数の毛が後ろ向きに束になって生える。これらの特徴はカツオブシムシ類全般に共通するが、この種では特に太めに見える。

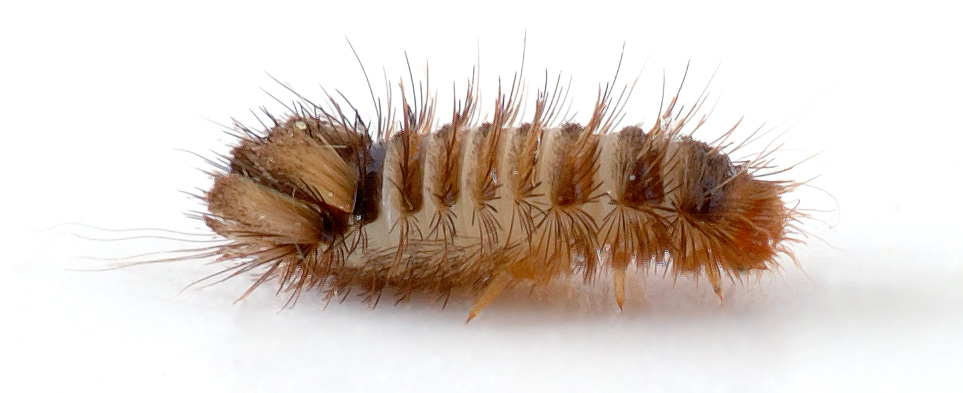
幼虫

なお、尾端の毛束の毛は槍状毛といわれ、防御の役割があるとされる。敵が触れると切り離して絡みつかせ、アリなどは身動きが取れなくなる。

## 生活史
年一化性で、幼虫で越冬する。3-4月に蛹となり、20-30日で羽化する。蛹は終令幼虫の脱皮殻の中に収まる。
成虫は約10日間、その場にとどまり、そこで交尾と産卵を行う。その後に野外に出て、初夏に花を訪れ、花粉などを餌とする。特に白い花に集まり、マーガレットなどには頻繁に見られる。成虫の寿命は30-50日。
卵は一雌あたり20-100個に達し、餌の間にばらばらに生み付けられる。幼虫は翌年の春まで6-8回、時に10回の脱皮をして成長し、その期間は300日を超える。その間、主として乾燥した動物性の繊維質を食べる。
本種と同様に摂食前に産卵する習性を持つヒメカツオブシムシでの観察では、羽化後に産卵を済ませていなくても日数が経つと走光性が変わって野外に出て、一度野外に出てから屋内に入っての産卵も確認されていない。また、成虫に餌を与えてからの方が産卵数が増している。以上からヒメカツオブシムシとヒメマルカツオブシムシが摂食前に産卵する習性はもとから持っていたものではなく、幼虫の餌が得易い人家に棲む様になってから得られたものだと考えられている。

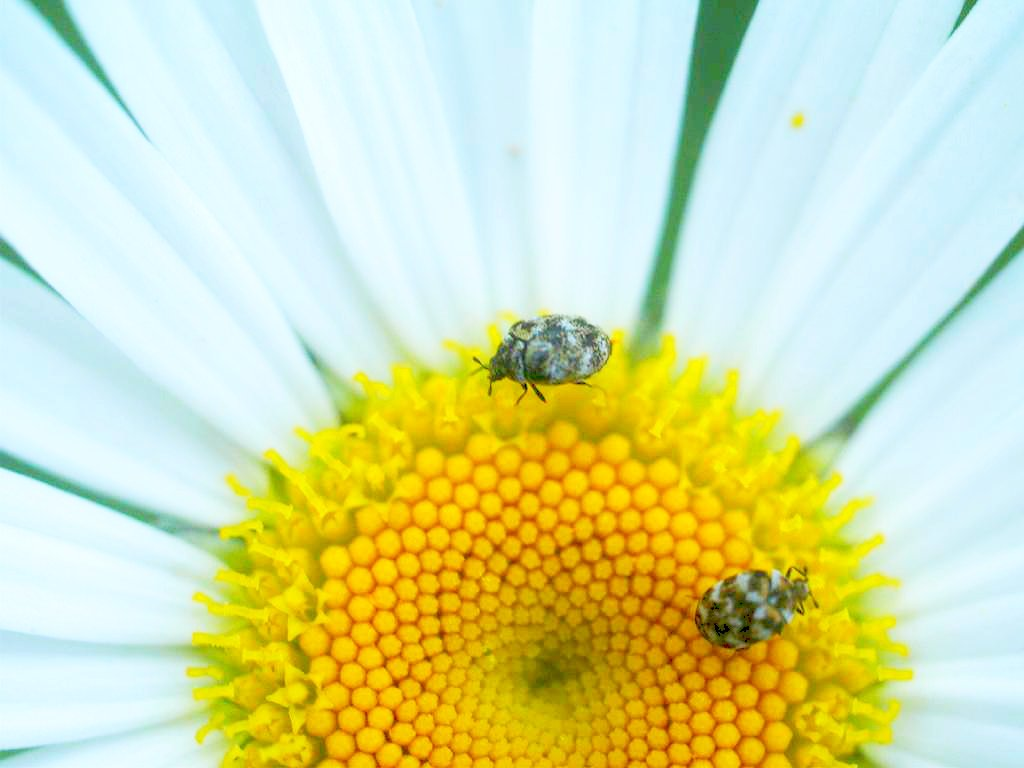
キク科の花に集まる成虫

## 分布
日本全土に見られ、国外でも世界各地に広く知られる。

## 天敵
小型のトカゲ類が好んで食べる。また、幼虫を餌とするものにキアシアリガタバチがある。このハチの雌は上述の槍状毛に絡まれることがないという。

## 近縁種等
マルカツオブシムシ属には国内にも他に数種があり、外見ではよく似ているが、人家に出現するのは本種のみである。

## 害
幼虫は動物質の繊維や角質を食う害虫で、毛糸や絹などの衣類、毛皮製品、動物や昆虫の乾燥標本、剥製などを食害する。古くは製糸工場で繭に被害が出るなど、生糸産業での重要な害虫とされた。これらを食害するのはカツオブシムシ類全般に共通し、同様に家庭内の害虫となる種は他にもいる（ヒメカツオブシムシなど）が、それらが動物質のみを食料とするのに対し、本種の幼虫はセルロースを利用することが出来るため、植物質の製品にも被害が出る例がある。家庭における害虫としては、その食害対象の広さから、特に重要なものとの指摘もある。